# Pseudophasma esmeraldas
Pseudophasma esmeraldas är en insektsart som beskrevs av Morgan Hebard 1924. Pseudophasma esmeraldas ingår i släktet Pseudophasma och familjen Pseudophasmatidae. Inga underarter finns listade i Catalogue of Life.